# Dwaaskop
Dwaaskop is een Belgische stripreeks die begonnen is in 1981 met Frédéric Delzant als schrijver en tekenaar.

## Inhoud
De reeks situeert zich in een wereld, die zich balanceert zich tussen het "Magisch realisme" en het "post atomaire" (in de latere albums wordt dit meer "fantasy", op de "psychedelische" kant af soms), bevolkt met allerlei wezens zoals vampiers, Heksen en Duivels. Dwaaskop is een "wolvenkind" (zoon van een "Zigeunerin" en een "weerwolf"). Er is verder weinig over hem geweten, alleen dat de mensen hem eerder "vrezen".

## Albums
Alle albums zijn geschreven en getekend door Frédéric Delzant en uitgegeven door Le Lombard.
| Nummer | Titel                           |
| ------ | ------------------------------- |
| 1      | De zoon van de wolf             |
| 2      | De prins der wolven             |
| 3      | De verloren zonnen              |
| 4      | Het grote boek                  |
| 5      | Het zwarte licht                |
| 6      | De erfgenamen van de schemering |
| 7      | De steen der zekerheden         |